# Île de Térénez
Pour les articles homonymes, voir Térénez.
L'île de Térénez est un îlot situé à l'intérieur du dernier méandre de l'Aulne, sur le territoire de la commune de Rosnoën.

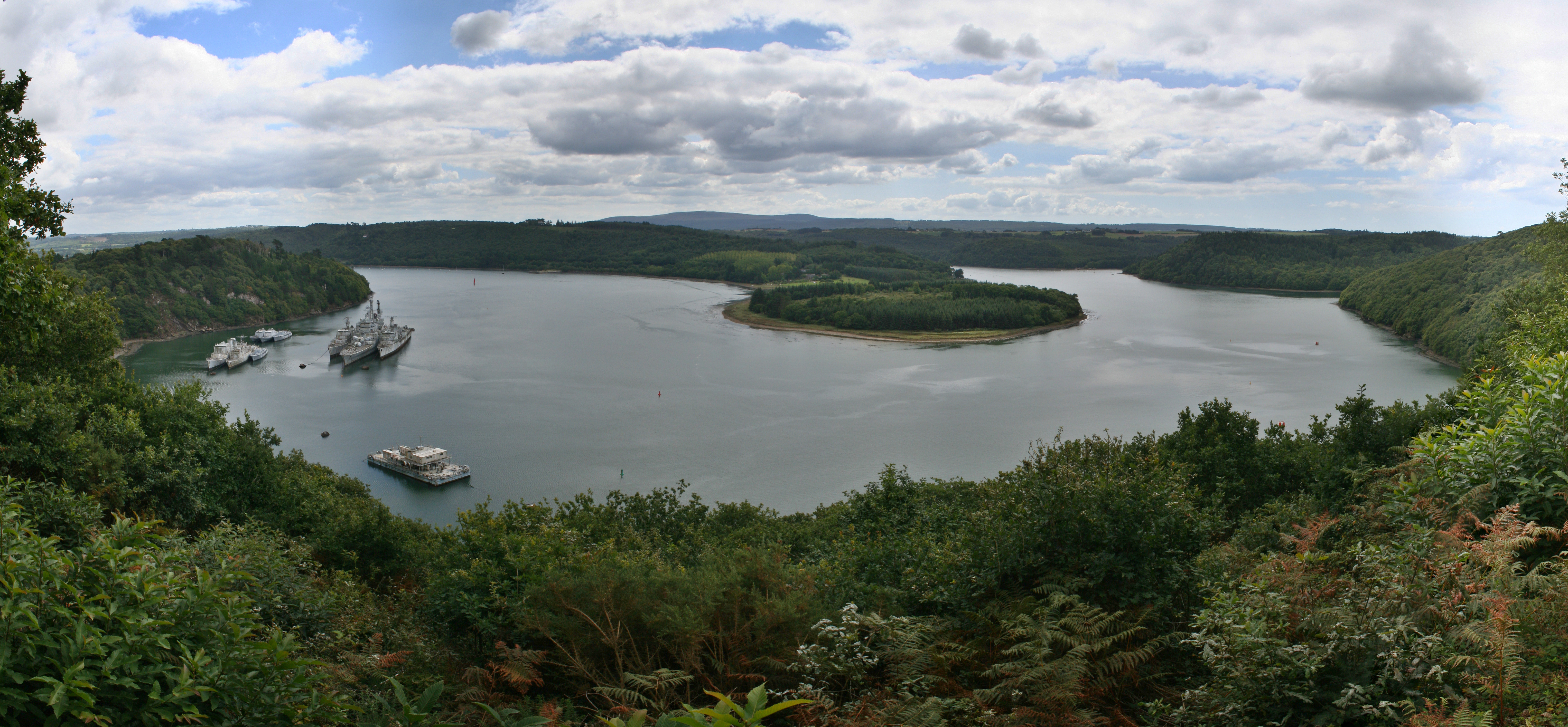
L'Aulne avec au centre de la photo, l'île de Térénez. À gauche, le cimetière de bateaux de la Marine nationale à Landévennec.

Cette île correspond à l'extrémité du lobe d'un méandre recoupé envahi lors de la remontée du niveau de la mer après la glaciation de Würm dont le pédoncule émerge encore lors des plus basses marées rattachant alors momentanément l'île à la rive droite de l'Aulne. D'autres méandres sont d'ailleurs discernables plus en aval encore, la presqu'île de Landévennec correspondant au lobe de l'un d'entre eux et le banc du Capelan, haut-fond de la rade de Brest situé à la hauteur de L'Hôpital-Camfrout à un autre, totalement sous les eaux de la rade de Brest désormais.
Couvert de forêt, cet îlot, accessible à marée basse à pied sec, fait face au cimetière des navires de Landévennec et à l'abbaye Saint-Guénolé. La corniche de Térénez, qui longe la rive droite de l'Aulne sur 4 kilomètres, mène au pont de Térénez, situé 2,5 kilomètres plus en amont.

## Notes et références

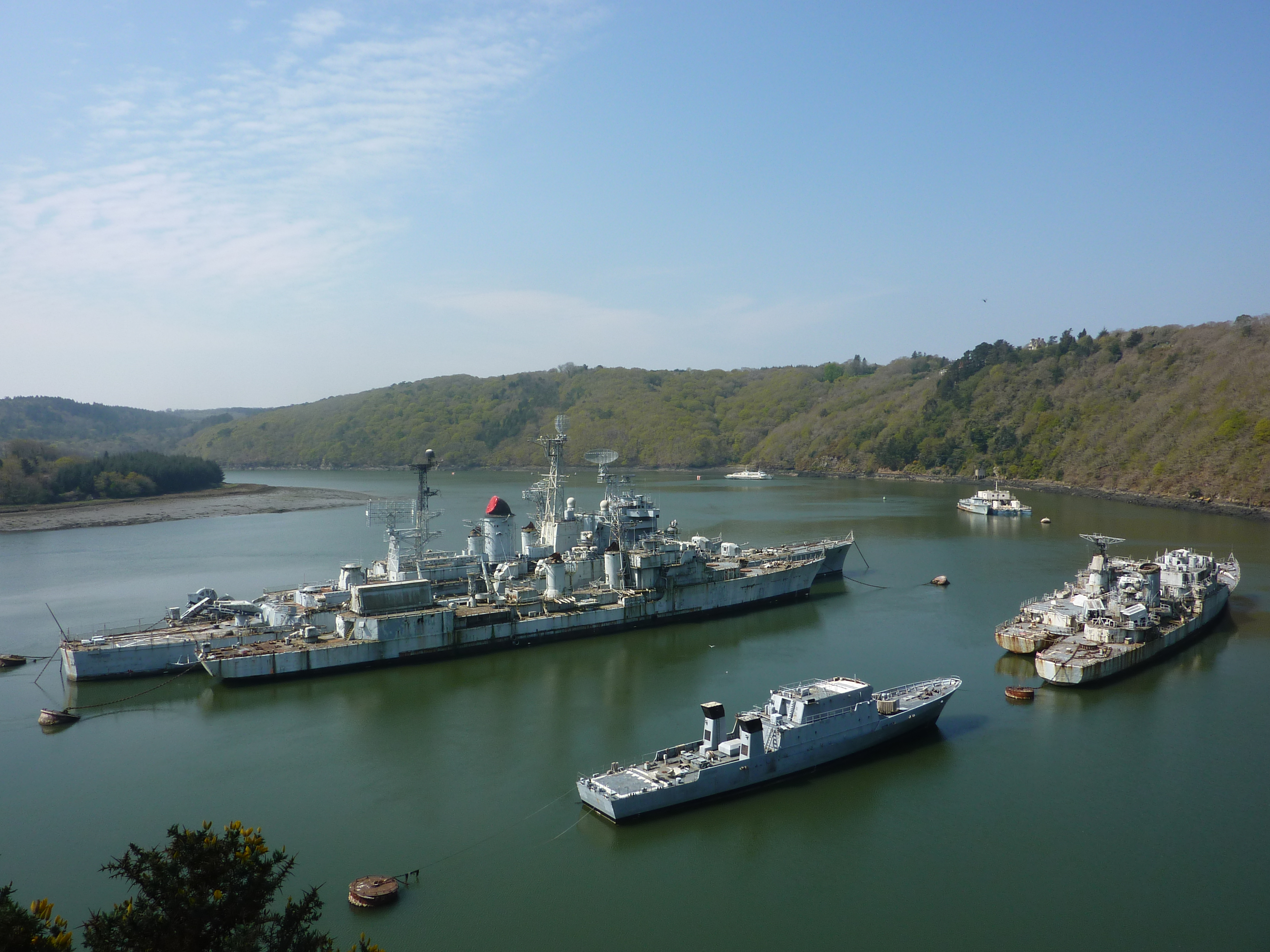
Le cimetière de bateaux de la Marine Nationale à Landévennec, au fond de la rade de Brest. L'Île de Térénez est visible tout à gauche.